# Club de Gilda
 (août 2023).
La mise en forme du texte ne suit pas les recommandations de Wikipédia : il faut le « wikifier ».
Les points d'amélioration suivants sont les cas les plus fréquents :
- Les titres sont pré-formatés par le logiciel. Ils ne sont ni en capitales, ni en gras.
- Le texte ne doit pas être écrit en capitales (les noms de famille non plus), ni en gras, ni en italique, ni en « petit »…
- Le gras n'est utilisé que pour surligner le titre de l'article dans l'introduction, une seule fois.
- L'italique est rarement utilisé : mots en langue étrangère, titres d'œuvres, noms de bateaux, etc.
- Les citations ne sont pas en italique mais en corps de texte normal. Elles sont entourées par des guillemets français : « et ».
- Les listes à puces sont à éviter, des paragraphes rédigés étant largement préférés. Les tableaux sont à réserver à la présentation de données structurées (résultats, etc.).
- Les appels de note de bas de page (petits chiffres en exposant, introduits par l'outil «  Source ») sont à placer entre la fin de phrase et le point final[comme ça].
- Les liens internes (vers d'autres articles de Wikipédia) sont à choisir avec parcimonie. Créez des liens vers des articles approfondissant le sujet. Les termes génériques sans rapport avec le sujet sont à éviter, ainsi que les répétitions de liens vers un même terme.
- Les liens externes sont à placer uniquement dans une section « Liens externes », à la fin de l'article. Ces liens sont à choisir avec parcimonie suivant les règles définies. Si un lien sert de source à l'article, son insertion dans le texte est à faire par les notes de bas de page.
- La présentation des références doit suivre les conventions bibliographiques. Il est recommandé d'utiliser les modèles {{Ouvrage}}, {{Chapitre}}, {{Article}}, {{Lien web}} et/ou {{Bibliographie}}. Le mode d'édition visuel peut mettre en forme automatiquement les références.
- Insérer une infobox (cadre d'informations à droite) n'est pas obligatoire pour parachever la mise en page.

Pour une aide détaillée, merci de consulter Aide:Wikification.
Si vous pensez que ces points ont été résolus, vous pouvez retirer ce bandeau et améliorer la mise en forme d'un autre article.
 (mars 2021).
Club de Gilda (Gilda's Club) est un organisme communautaire pour les personnes atteintes de cancer, leurs familles et leurs amis. Les sections locales offrent des lieux de rencontre où les personnes atteintes de cancer, leurs familles et leurs amis peuvent se joindre à d'autres pour développer un soutien émotionnel et social en complément des soins médicaux. Gratuits et à but non lucratif, les sections du Gilda's Club proposent des groupes de soutien et de réseautage, des conférences, des ateliers et des événements sociaux dans un cadre non résidentiel et familial. Le club a été nommé en l'honneur de l'acteur original de Saturday Night Live, Gilda Radner, décédée d'un cancer de l'ovaire en 1989.
En 2009, Gilda's Club a fusionné avec The Wellness Community pour former la Cancer Support Community, bien que les succursales locales aient généralement choisi de conserver le nom Gilda's Club. Gilda's Clubs génère des fonds pour soutenir ses programmes à travers des événements souvent organisés par des personnalités notables,,.

## Histoire
Gilda's Club a été fondé par Joanna Bull, psychothérapeute du cancer de Radner et cofondé avec le veuf de Radner, Gene Wilder (lui-même un survivant du cancer) et le diffuseur Joel Siegel (décédé après une longue bataille contre la maladie). Joanna Bull a démarré le projet avec seulement 10 000 $ et s'est mise en réseau dans la communauté de soutien contre le cancer de New York. Elle est devenue la directrice exécutive du premier club ouvert à New York en 1995, après une longue campagne de financement qui comprenait des bandes-annonces de films mettant en vedette Wilder dans les théâtres du pays qui a agi en tant que porte-parole de la célébrité. L'organisation tire son nom du commentaire de Radner selon lequel le cancer lui a donné «l'adhésion à un club d'élite auquel je préfère ne pas appartenir». En 2019, en raison de difficultés financières, The Lake House, une organisation à but non lucratif de lutte contre le cancer, a fusionné avec le Gilda's Club Detroit. Cela a offert un autre emplacement du Gilda's Club à Detroit qui a permis d'élargir la portée du club.